# Penha Longa e Paços de Gaiolo
Penha Longa e Paços de Gaiolo é uma freguesia portuguesa do município de Marco de Canaveses, com 18,14 km² de área e 2523 habitantes (censo de 2021). A sua densidade populacional é 139,1 hab./km².

## História
Foi criada com a denominação Penhalonga e Paços de Gaiolo aquando da reorganização administrativa de 2013, resultando da agregação das antigas freguesias de Penha Longa e Paços de Gaiolo. A sua designação foi alterada para Penha Longa e Paços de Gaiolo pela Lei 20/2017, de 23 de maio.

## Demografia
A população registada nos censos foi:
| Distribuição da População por Grupos Etários | Distribuição da População por Grupos Etários | Distribuição da População por Grupos Etários | Distribuição da População por Grupos Etários | Distribuição da População por Grupos Etários | Distribuição da População por Grupos Etários |
| -------------------------------------------- | -------------------------------------------- | -------------------------------------------- | -------------------------------------------- | -------------------------------------------- | -------------------------------------------- |
| Antes da agregação                           |                                              |                                              |                                              |                                              |                                              |
| Ano                                          | 0-14 anos                                    | 15-24 anos                                   | 25-64 anos                                   | >= 65 anos                                   | Total                                        |
| 2001                                         | 667                                          | 539                                          | 1649                                         | 433                                          | 3288                                         |
| 2011                                         | 514                                          | 376                                          | 1612                                         | 422                                          | 2924                                         |
| Após a agregação                             |                                              |                                              |                                              |                                              |                                              |
| Ano                                          | 0-14 anos                                    | 15-24 anos                                   | 25-64 anos                                   | >= 65 anos                                   | Total                                        |
| 2021                                         | 295                                          | 327                                          | 1407                                         | 494                                          | 2523                                         |